# Eszterházy-kúria (Sárd)
A sárdi Eszterházy-kúria műemlék Romániában, Fehér megyében. A romániai műemlékek jegyzékében az AB-II-m-A-00363 sorszámon szerepel.